# زنت را به من قرض بده
زنت را به من قرض بده (دانمارکی: Laan mig din kone) یک فیلم کمدی دانمارکی است که در سال ۱۹۵۷ منتشر شد.

## گزیدهٔ بازیگران
- پربن مارت
- اوله مونتی
- پل رایشهارت
- پل بونگار